# كليف إدواردز
أ. إدواردز (بالإنجليزية: Cliff Edwards)‏ هو عازف قيثارة ومغني وعازف الجاز وممثل أمريكي، ولد في 14 يونيو 1895 في الولايات المتحدة، وتوفي في 17 يوليو 1971 بهوليوود في الولايات المتحدة. من الجوائز التي نالها دزني ليجندز (اساطير دزني) سنة 2000.

## أعمال

### أفلام
- (1929) منوعات هوليوود المسرحية 1929
- (1931) ارقصوا أيها الحمقى
- (1931) المذنبون المرحون
- (1931) خطيئة مادلون كلوديه
- (1939) ذهب مع الريح[17][18]
- (1940) بينوكيو[19][20][21]
- (1940) فتاة الجمعة[22]
- (1941) دمبو[23][24]
- (1947) عالم نلهو فيه[25][26]

## جوائز
- دزني ليجندز (اساطير دزني) (2000)

## وصلات خارجية
- أ. إدواردز على موقع IMDb (الإنجليزية)
- أ. إدواردز على موقع الموسوعة البريطانية (الإنجليزية)
- أ. إدواردز على موقع روتن توميتوز (الإنجليزية)
- أ. إدواردز على موقع ألو سيني (الفرنسية)
- أ. إدواردز على موقع ميوزك برينز (الإنجليزية)
- أ. إدواردز على موقع تيرنر كلاسيك موفيز (الإنجليزية)
- أ. إدواردز على موقع أول موفي (الإنجليزية)
- أ. إدواردز على موقع قاعدة بيانات برودواي على الإنترنت (الإنجليزية)
- أ. إدواردز على موقع قاعدة بيانات الأفلام السويدية (السويدية)
- أ. إدواردز على موقع إن إن دي بي (الإنجليزية)